# Hipòlita I Ludovisi
Hipòlita I Ludivisi (Càller, 24 de desembre de 1663 - Roma, 29 de desembre de 1733) fou filla de Nicolau I Ludovisi. Va heretar a la seva germana Olímpia I Ludovisi el 27 de novembre del 1700 en tots els feus incloent Piombino. Estava casada des del 19 d'octubre de 1681 amb Gregori I Boncompagni, duc de Sora i Arce, fill d'Ugo Boncompagni, la filla del qual Maria Eleonora Boncompgani, la va succeir.